# Ram Bahadur Bomjon
Maha Sambodhi Dharma Sangha, właśc.: Ram Bahadur Bomdzian (również: Palden Dordże i Tamang Tulku Rinpocze, pot. Mały Budda; ur. 9 kwietnia 1990 w Ratnapuri) – nepalski święty buddyjski, twórca ruchu religijnego Bodhi Shravan Dharma Sangha, uważany za Oświeconego, a nawet, przez niektórych, za inkarnację bodhisattwy Maitrei.

## Dzieciństwo
Urodził się w rodzinie rolniczej, w wiosce Ratnapuri w dystrykcie Bara w Nepalu w grupie etnicznej Tamang, która w większości wyznaje buddyzm Wadżrajana. Matka, Maja Devi (takie same imiona nosiła matka Buddy), wyszła bardzo wcześnie za mąż i miała liczne potomstwo (5 synów i 4 córki). Z relacji matki wynika, że w czasie ciąży (gdy nosiła Rama Bahadura Bomdziana) odczuwała wstręt do jedzenia mięsa.
Ram Bahadur Bomdzian wyróżniał się od początku: lubił przebywać w samotności, był łagodny, odmawiał spożywania mięsa i jednakowo traktował zarówno rówieśników, jak i dorosłych. Od małego przejawiał zainteresowania religią buddyjską i preferował towarzystwo lamów. Dostrzegając zapał religijny syna, ojciec wysłał go na naukę do pobliskiego klasztoru, gdzie chłopiec postanowił poświęcić się życiu religijnemu. Nauczyciel duchowy Som Bahadur Lama wspomina, że chłopca bardziej interesowała medytacja niż studiowanie świętych pism. Chłopiec przejawiał naturalną zdolność do głębokiej medytacji. Pod opieką nauczyciela przyjął 5 wskazań buddyjskich (panca-sila) i otrzymał buddyjskie imię Palden Dordże. Po zakończeniu dwuletniej edukacji udał się na pielgrzymkę do Lumbini – miejsca narodzin Buddy. Ta wizyta zrobiła na nim ogromne wrażenie. Odmówił on powrotu razem z grupą.

## Odosobnienie
Ram Bahadur Bomdzian miał plany kontynuowania religijnej edukacji, jednak dopadła go choroba – niedowład nóg – i został odesłany do domu w celu leczenia. Prosił on rodzinę, aby nie krzywdziła żadnych zwierząt ani nie spożywała alkoholu, gdyż, jego zdaniem, spowoduje to dalsze komplikacje. Wkrótce poczuł się nieco lepiej. Jeszcze kulejąc, potajemnie opuścił dom rodzinny 16 maja 2005 roku.
Zatroskana rodzina rozpoczęła poszukiwania i wkrótce go odnaleziono w okolicznym jarze, jednak odmówił powrotu. Chłopiec pogrążony był w głębokiej medytacji, kiedy zaniepokojeni krewni dotarli do niego ponownie. Z relacji wynika, że jego ciało stawało się wtedy gorące w dotyku. Chłopiec prosił, aby go nie dotykać, gdyż grozi to poważnymi komplikacjami i wydłuży medytację z 6 do 20 lat. Wkrótce Palden Dordże wyruszył w poszukiwaniu spokojnego miejsca do medytacji i zatrzymał się w pobliskim lesie pod drzewem figowym. Po pewnym czasie zaczęli się schodzić ciekawscy ludzie i niektórzy z nich zakłócili jego medytację. Chłopiec zmuszony był szukać nowego miejsca, znów wybrał podobne drzewo w innym miejscu. Mieszkańcy wsi zbudowali dla niego ogrodzenie i zaczęli pilnować, by nikt nie zakłócał jego praktyki. W 75 dniu medytacji Palden Dordże kazał się do siebie zwracać: Om Namo Guru Budda Gyani (pol. Pokłon Mistrzowi, który poznał Buddę). Od tego czasu zaczęły się dziać wokół chłopca niewytłumaczalne zjawiska, które niektórzy uznają za nadnaturalne moce sidhi. Przypisuje się mu spełnienie prośby mieszkańców o sprowadzenie deszczu na obszar dotknięty suszą, przeżycie ukąszenie węża, a nawet przyczynienie do uleczenia młodej dziewczyny, która w jego obecności odzyskała głos. W 2008 roku w miejscu tym, dla upamiętnienia owych wydarzeń, zbudowano stupę.
Niektórzy w swym uwielbieniu zaczęli Rama Bahadura Bomdziana nazywać Buddą, jednak poprosił ich o to, aby go tak nie nazywać, gdyż musi kontynuować medytację. Spowodowało to rozgłos i przykuło uwagę mediów (m.in. lokalnego radia i stacji telewizyjnej Discovery). Stało się tak głównie z powodu pogłosek mówiących, iż przeżył przez ponad sześć miesięcy, medytując pod świętym dla buddystów drzewem Bodhi, bez picia i jedzenia oraz załatwiania innych podstawowych potrzeb fizjologicznych. Jest to historia podobna do relacji z sutr buddyjskich, które opisują medytację Buddy pod drzewem Bodhi.
Dziewięcioosobowy komitet rządowy pod kierunkiem lamy Gunjamana przybył na miejsce, aby zbadać fenomen chłopca. Był on obserwowany przez 48 godzin, jednak mogli oni zbliżyć się na odległość niespełna 3 metrów. Wszyscy pielgrzymi przybywający do tego miejsca mogli się zbliżyć jedynie na odległość 50 metrów. W nocy towarzysze 20-latka zasłaniali go kurtyną, przez co lekarze nie mogli potwierdzić jego breatharianizmu. Określili jednak stan chłopca jako "słaby". Ekipa telewizyjna Discovery Channel, która w tym czasie uzyskała zgodę na bezustanne filmowanie chłopca przez okres 96 godzin zarejestrowała materiał pod tytułem "Chłopiec o Boskich Mocach", z którego wynika, że w tym czasie pozostawał on w bezruchu, a tym samym nie wykonywał czynności życiowych takich jak odżywianie czy wydalanie. Opowiadając o tych doświadczeniach po zakończeniu sześcioletniej medytacji, Palden Dordże wspomina:

Dzięki pamięci poprzednich medytacji, zaczynając od siódmej czakry i sięgając Brahma Czakry, splamienia (kleśa) i złudzenia (Mara) zostały zniszczone, niewidzialna wiązka światła przeniknęła ciało, w tym stanie, będąc jednością z wodą, powietrzem, niebem, ziemią i słońcem, byłem w stanie uzyskać pożywienie poprzez medytację. Wówczas funkcje ciała zwolniły i byłem w stanie hibernować.(…) całe ciało było ograniczone i nie było w stanie doświadczać głodu, gorąca czy zimna. Cały świat powątpiewał w moją skoncentrowaną praktykę oczyszczającą (tapasya czarya). Te moje codzienne zwyczaje były trudne do zaakceptowania przez świat. Nawet dziś widzę wielu sceptyków…

Sytuacja stawała się trudna do opanowania, toteż Palden Dordże zmuszony był opuścić miejsce swej medytacji. Powiedział wtedy, że nie ma spokoju i że powróci za 6 lat. Z jego własnych wspomnień wynika, że udał się wtedy w głąb dżungli, w miejsce, gdzie żyją tygrysy, jak również medytował wewnątrz jaskini. 24 lipca 2010 roku miał miejsce incydent, podczas którego grupa 17 miejscowych usiłowała zakłócić jego medytację. Zaczęli oni naśmiewać się z medytującego i próbowali się z nim mocować. Wówczas odepchnął kilku z nich i zażądał przeprosin. Jednak ludzie ci najwyraźniej poczuli się urażeni, gdyż zgłosili na policji pobicie. Przybyłym na miejsce policjantom Palden Dordże wyjaśnił, że ludzie ci kłamią i zostali jedynie kilka razy klepnięci i powstrzymani przed złem. Powiedział również, że nic złego się nie stało, a mógł użyć swych mocy, gdyby próbowali brać odwet i wówczas komuś mogłaby stać się krzywda.
Przyjaciele przygotowali dla niego podziemny bunkier, gdzie mógł w spokoju kontynuować swoje postanowienie.

## Pierwsze publiczne przemówienie
2 sierpnia 2007 roku w dżungli komitet jego zwolenników zorganizował pierwsze publiczne wystąpienie Paldena Dordże, które transmitowane było przez media. Wystąpił on wtedy z "przesłaniem pokoju dla naszego dzisiejszego świata".

Morderstwo, przemoc, chciwość, gniew i pokusy uczyniły ten ludzki świat rozpaczliwym miejscem. Straszliwa burza spadła na ludzki świat i prowadzi ten świat ku zniszczeniu. Jest tylko jeden sposób aby uratować ten świat, to jest poprzez Dharmę. Jeśli nie pójdzie się drogą prawości Dharmy, ten rozpaczliwy świat z pewnością zostanie zniszczony. Dlatego podążajcie ścieżką Dharmy (duchowej praktyki)i nieście tę nowinę wśród ludzi. Nigdy nie stawiajcie przeszkód złości i niewiary na drodze misji mej medytacji. Ja tylko wskazuję drogę; musicie ją odszukać na własną rękę. Kim będę, co uczynię, najbliższe dni pokażą. Ludzkie zbawienie, zbawienie wszystkich żywych istot i pokój na świecie są moim celem i moją ścieżką. Namo Buddha sangaya, Namo Buddha sangaya, namo sangaya.

## Kazanie Gadhi Mai
30 października 2009 roku, w okręgu Bara, przed zbliżającym się festiwalem Gadhi Mai, podczas którego mają miejsce masowe ofiary ze zwierząt, Palden Dordże wygłosił przemówienie, sprzeciwiając się temu zwyczajowi.

Aby uwolnić niewinne istoty od krzywdy, pragnę zaapelować do wszystkich religii. Dla dobra wszystkich niewinnych, czujących istot, w świątyni Gadhi Mai… niewinnych zwierząt… niewinnych istot w naszych wsiach i domach… niech to się nie wydarza… niech znikną wszystkie przeszkody religijne, niech krzywda się nie dzieje. Niech wszystkie istoty będą szczęśliwe.(…) Niewinna istota nie powinna być pozbawiana szczęśliwego życia i wbrew jej woli składana w ofierze, aby przez jej śmierć ludzie mogli żyć w dostatku. Czyż można być tak egoistycznym? Ludzkość utraciła moc okazywania litości, miłości i współczucia (Mai Maitreya). Więc ludzie mordują niewinne istoty? Dlaczego tak czynią? My, ludzie, aby zadośćuczynić naszemu grzesznemu egoizmowi, ranimy czujące istoty. Dla spełnienia własnych pragnień tylko dobre, stare, etyczne praktyki mogą być stosowane.

Grupa jego zwolenników, wraz z aktywistami na rzecz praw zwierząt zorganizowała pokojową manifestację na ulicach Katmandu potępiającą okrutne praktyki religijne.

## 8 Zasad Moralnych dla świata
8 października 2010 roku w miejscu swej medytacji Palden Dordże – teraz zwany Dharma Sangha – przekazał światu swoje 8 Zasad Moralnych, które – jak twierdzi – otrzymał od Buddów:

Dla światowego pokoju i z korzyścią dla wszystkich czujących istot, przekazuję światu to przesłanie pokoju z nową mądrością i nową metodą. (…) Mądrość, którą otrzymałem od Buddów, to Bodhi Shrawan Dharma, którą usłyszałem i zrozumiałem od samych Buddów i krocząc ścieżkami mądrości, będę nauczać tej mądrości zgodnie z potrzebami i umiejętnością zrozumienia praktykujących.

Wspomniane zasady brzmią następująco:
1. Świat powinien unikać dyskryminacji innych istot ludzkich pod względem kasty, religii, płci, koloru skóry etc.
2. Świat powinien szanować religie innych i powinien bezwzględnie unikać porównywania własnej religii z religią innych jako gorszej czy lepszej.
3. Świat nie powinien stosować się do religijnych czy niereligijnych zasad doktrynalnych, które są szkodliwe czy dyskryminujące pod względem kasty, religii, płci, społeczeństwa, sławy, dochodów etc.
4. Świat powinien unikać dzielenia narodów poprzez etykietowanie ich jako przyjaciół lub wrogów.
5. Świat powinien unikać wykonywania negatywnych działań i akcji, które są nieludzkie i nikczemne.
6. Świat powinien zaprzestać przesadzania (np. udawania, że osiągnęło się oświecenie czy inne urzeczywistnienie, które nie zostały osiągnięte) czy też poniżania (przez ignorancję czy zazdrość, umniejszania wartości osoby lub rzeczy).
7. Świat powinien stosować trzy praktyczne zasady: dyscyplinę, koncentrację i mądrość, jak również poświęcać swe życie na służbę dla społeczeństwa i narodu.
8. Świat powinien dążyć do osiągnięcia doskonałego Oświecenia dla pożytku wszystkich czujących istot.

Chciałbym przekazać światu aby praktykował 8 zasad moralnych. Praktykujcie wszystkie te zasady i rozprzestrzeniajcie czystą Dharmę i pokój na świecie.

## Zakończenie sześcioletniej medytacji
Zgodnie ze swym postanowieniem Dharma Sangha ukończył swoją sześcioletnią medytację. 20 maja 2011 roku odbyły się uroczystości z tej okazji, podczas których wygłosił on przemówienie, komentując zarówno przebieg swej praktyki, jak i jej cele.

Ta sześcioletnia medytacja została ukończona, aby szukać naszej najczystszej drogi do światowego pokoju i wyzwolenia wszystkich żyjących istot.

## Bodhi Shravan Dharma Sangha i dalsze plany
Z wypowiedzi członków organizacji Bodhi Sravan Dharma Sangha wynika, że Dharma Sangha ma bardzo ambitne plany co do przyszłości, m.in. takie jak wybudowanie wielkiego klasztoru na około 1600 osób, tzw. Terthup Dharma Hall, według pomysłu Dharma Sanghi lub ochrona pobliskiej dżungli. Prócz tego Dharma Sangha zamierza spisać swoje nauki w formie książki i podróżować po świecie.

## Kontrowersje
Kontrowersje wokół Ram Bahadur Bomjon opisuje jedna z jego ofiar, Marici ze Słowacji.